# Boké (Präfektur)

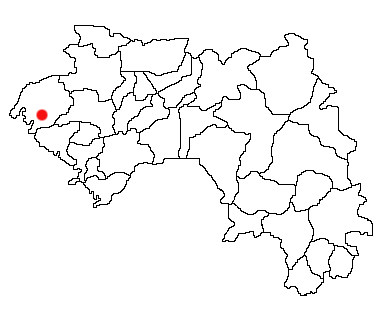
Lage von Stadt und Präfektur Boké in Guinea

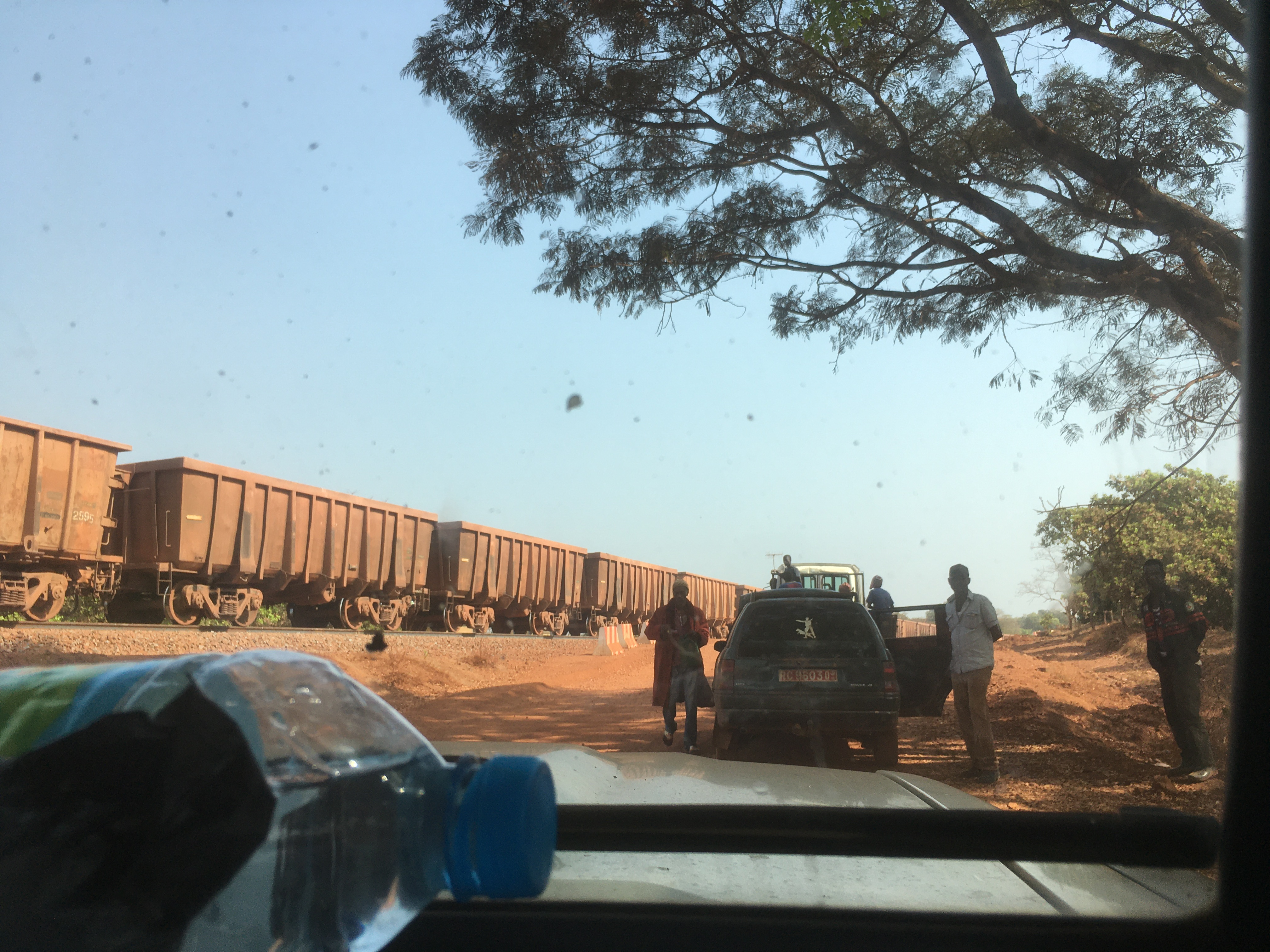
Eisenbahn mit Bauxit von Sangarédi

Boké ist eine Präfektur in der gleichnamigen Region Boké in Guinea mit etwa 289.000 Einwohnern. Wie alle guineischen Präfekturen ist sie nach ihrer Hauptstadt, Boké, benannt, welche zugleich Hauptstadt der gesamten Region ist.
Die Präfektur liegt im Westen des Landes, an der Atlantikküste und der Grenze zu Guinea-Bissau, und umfasst eine Fläche von 10.053 km².

## Wirtschaft
1973 wurde in Sangarédi eine erste Bauxit-Mine Guineas eröffnet, die sehr hochwertiges Rohmaterial lieferte, das per Eisenbahn nach Kamsar transportiert und dort verschifft wurde. 1997 betrug die Fördermenge dieser Mine 13 Mio. Tonnen, seither nahm sie kontinuierlich ab und betrug 2019 noch 8 Mio. Tonnen. Die staatliche Compagnie des Bauxites de Guinée (CBG) ist zu 49 Prozent und das Halco-Mining-Consortium ist zu 51 Prozent am Abbau beteiligt. Da in der Präfektur große Bauxit-Vorkommen vorhanden sind, konnten weitere Minen ab 2015 durch einen Weltbank-Kredit von 722 Mio. Dollar an die CBG erschlossen und durch ausländische Bergbaufirmen eröffnet werden.
Die lokale Bevölkerung konnte dagegen nur begrenzt vom Bauxit-Abbau durch Arbeitsplätze und Teilentschädigungen betroffener Landbesitzer profitieren und musste im Gegenzug Landverlust, zunehmende Umweltverschmutzung und abnehmende Lebensqualität in Kauf nehmen. Ab 2015 kam es wegen des beginnenden Grossprojektes in der Präfektur zu Widerständen, Protesten und Ausschreitungen. Das Dorf Hamdallaye, das keine Entschädigungen erhalten hat und umgesiedelt werden soll, hat mit der Organisation Inclusive Development International Klage gegen die Weltbank eingereicht.
2018 beschäftigte die Bergbaufirma La Société Minière de Boké (SMB) 7.600 Personen, darunter 274 Frauen. Im gleichen Jahr konnte die russische Firma Rusal ihre zweite Mine in Dian-Dian eröffnen, die ein Potenzial von 564 Mio. Tonnen Bauxit aufweist.